# 王朝の暁 〜趙光祖伝〜
『王朝の暁 〜趙光祖伝〜』（原題、趙光祖　ハングル：조광조）は1996年、韓国KBS（韓国放送公社）で放送されたテレビドラマ。

## 概要
このドラマは朝鮮時代前期中宗期に実在した政治家、趙光祖（チョ・グァンジョ）の生涯を描いた作品。混乱した宮廷を改革し、反対勢力によって命を落とした人物を俳優ユ・ドングンが演じた。

## 登場人物

### 主要人物
チョ・グァンジョ：ユ・ドングン
主人公。
中宗：イ・ジヌ
朝鮮第11代国王。「中宗反正」（チュンジョンパンジョン）で異母兄の燕山君が廃位され即位したが、大臣達によって最愛の妻と離別し、不遇の毎日を送る。
端敬王后慎氏：キム・ヘリ
中宗の最初の正妻で王妃。夫を愛し、支えてきたが、夫の即位7日後に朝廷によって廃妃（はいひ、王妃が廃位されること）にされ、実家に帰された。
李氏：ホン・リナ
チョ・グァンジョの妻。

### 王室
貞顕王后／慈順大妃（ジャスンデビ）：キム・ジャオク
中宗の母で第9代国王成宗の3番目の正妻。
章敬王后：パク・チュミ
中宗の2番目の正妻。端敬王后廃位後、側室から王妃に昇格した。
文定王后：キム・ミンジョン
中宗の3番目の正妻。章敬王后の死後、王妃になる。

### 朝廷
パク・ウォンジョン：キム・ビョンギ
「中宗反正」の功臣の一人。

## スタッフ
- 脚本：チョン・ハヨン
- 演出：オム・ギベク